# Birthday (canción de The Sugarcubes)
«Birthday» fue el segundo sencillo de los Sugarcubes correspondiente a su primer álbum: Life's Too Good. Este sencillo fue lanzado en octubre de 1987 a través de One Little Indian.
Con la canción “Birthday” los Sugarcubes se dieron a conocer en todo el mundo teniendo especial repercusión la voz de Björk por la que la crítica ubicaron a la banda en lo alto de las listas británicas como en Melody Maker.

## Lista de canciones
1. «Birthday» - (3:58)
2. «Birthday» (en islandés) - (3:57)